# Лорш
Лорш (на немски: Lorsch) е град в Германия, в южната част на провинция Хесен. Той е разположен между градовете Франкфурт на Майн и Манхайм.

## География
Лорш е разположен в Горнорейнската долина, между градовете Дармщат на север и Маннхайм на юг. Той е близо до планината Оденвалд. Лорш е част от немския туристически път Бергщрасе (на немски Bergstraße). Лорш също е наричан вратата на Бергщрасе. Известен е с неговия манастир който е включен в Списъка на световното културно наследство на ЮНЕСКО. Населението на Лорш е 12 724 жители към 31 декември 2004 г.

## Побратимени градове
- Звевегем, Белгия
- Льо Кото, Франция

## Фотогалерия
- Входа към Манастира
- Кметството на Лорш
- Codex Aureus